# MGP 2009
MGP 2009 blev afholdt d. 26 September 2009 som var den tiende sangkonkurrence for børn kaldet MGP. 10 sangere/bands dystede om at vinde. Værterne var Sofie Linde Lauridsen og Mikkel Kryger Rasmussen. Top 2 ville repræsentere Danmark ved den femte udgave af MGP Nordic.

## Deltagere
| Nr | Deltagere          | Fulde navn                                                                     | Sang                       | Resultat      |
| -- | ------------------ | ------------------------------------------------------------------------------ | -------------------------- | ------------- |
| 1  | Vi2                | Julie Ladegaard, Sofie Meta Pedersen                                           | "Brug for Dig"             | Ude           |
| 2  | Niclas             | Niclas Jensen                                                                  | "Fyr Den Af"               | Superfinalist |
| 3  | Engledrys          | Emma Askling                                                                   | "Familien, Min Bedste Ven" | Superfinalist |
| 4  | Anna               | Anna Berman                                                                    | "Jeg Kunne Alt"            | Superfinalist |
| 5  | The Futures        | Jonas R. Danielsen, Marcus G. Mogelmose, Mikkel S. Nielsen, Mathias N. Thomsen | "Min MSN Ven"              | Superfinalist |
| 6  | Tøserne Fra Tredje | Johanna B. Jensen, Emma R. Larsen, Felippa S. Rasmussen, Sofie R. H. Rasmussen | "Venner"                   | Ude           |
| 7  | Diamond Souls      | Ahrrththana Balakumar, Thannura Sivabaskaran                                   | "Kom vis dem hva' du ka"   | Ude           |
| 8  | Caroline           | Caroline Strunge Ulrichsen                                                     | "Fanget i et Eventyr"      | Ude           |
| 9  | Pelle B            | Pelle Blarke, Freja Bertel                                                     | "Kun Min"                  | Superfinalist |
| 10 | Sarah Julia        | Sarah Julia Nagel Rasmussen                                                    | "Gi' Mig Sommer og Sol"    | Ude           |

### Superfinale
| Nr | Deltagere   | Sang                       | Regioner    | Regioner    | Regioner   | Regioner | Regioner    | I alt | Placering |
| Nr | Deltagere   | Sang                       | Nordjylland | Midtjylland | Syddanmark | Sjælland | Hovedstaden | I alt | Placering |
| -- | ----------- | -------------------------- | ----------- | ----------- | ---------- | -------- | ----------- | ----- | --------- |
| 1  | Niclas      | "Fyr Den Af"               | 8           | 4           | 4          | 4        | 4           | 24    | 5         |
| 2  | Engledrys   | "Familien, Min Bedste Ven" | 10          | 10          | 10         | 10       | 10          | 50    | 2         |
| 3  | Anna        | "Jeg Kunne Alt"            | 4           | 6           | 6          | 8        | 8           | 32    | 4         |
| 4  | The Futures | "Min MSN Ven"              | 6           | 8           | 8          | 6        | 6           | 34    | 3         |
| 5  | Pelle B     | "Kun Min"                  | 12          | 12          | 12         | 12       | 12          | 60    | 1         |

| Musik | Spire Denne musikartikel er en spire som bør udbygges. Du er velkommen til at hjælpe Wikipedia ved at udvide den. |